# Münsterdorfer Mobiliengilde
Die Münsterdorfer Mobiliengilde ist eine der ältesten Versichertengemeinschaften der Welt. Die Gründung geht auf das Jahr 1631 zurück, als während des Dreißigjährigen Krieges der Ort Münsterdorf schwer zu Schaden kam. Daher schlossen sich die Einwohner Münsterdorfs zusammen, um durch eine Gilde gravierende Schäden im Dorf beheben zu können.
Heute ist die Münsterdorfer Mobiliengilde vor allem eine Hausratversicherung. Daneben bietet sie das gesamte Spektrum der Versicherungswirtschaft an und arbeitet daher mit anderen Partnern der Versicherungswirtschaft eng zusammen. Zu Spitzenzeiten zählte die Gilde mehr als 800 Mitglieder mit einer Versicherungssumme von ca. 1,5 Mio. Euro. Heute sind es rund 400 Mitglieder mit einer Gesamtversicherungssumme von gut 23 Mio. Euro. Alle Verträge werden von der Gilde bei dem Kieler Rückversicherungsverein rückgedeckt und damit zusätzlich abgesichert.

## Geschichte
An der Spitze stand seit Gründung ein Ältermann, der zugleich Ältermann der Dorfschaft war. Auch bis heute führt ein Ältermann zusammen mit einem fünfköpfigen Vorstand die Geschäfte der Münsterdorfer Mobiliengilde. Durch die ehrenamtliche Arbeit aller Mitarbeiter der Gilde können die Beiträge klein gehalten werden. In der Vergangenheit war die Gilde immer fest in die Dorfgemeinschaft eingebettet. Dazu trug auch das alljährliche Gildefest bei, dass nach heutigem Verständnis einem Volksfest gleichkam. Das Gildefest wurde mit Beginn des Zweiten Weltkrieges eingestellt und nicht wieder aufgenommen.
Im Laufe der Zeit vergrößerte die Gilde stetig ihr Geschäftsgebiet. Gehörten in den Anfängen nur die Einwohner Münsterdorfs zu den Mitgliedern, so zählten bald auch Einwohner der umliegenden Dörfer dazu. Das heutige Geschäftsgebiet umfasst ganz Schleswig-Holstein, Niedersachsen und Hamburg, wobei der Schwerpunkt der Gilde im Kreis Steinburg und insbesondere in Münsterdorf liegt.
Die älteste erhaltene Satzung von 1695 hatte den Status eines Gesetzes, an die sich alle Gildebrüder strikt zu halten hatten. Die Satzung wurde gemäß den Erfordernissen der Zeit stetig aktualisiert. Kriegs- und Unruheschäden waren von Anfang an nicht mitversichert, was einer der Gründe ist, weshalb die Gilde alle Kriege einschließlich der beiden Weltkriege finanziell gut überstanden hat.

## Ältermänner und Gildeschreiber
Ältermann (Vorstandsvorsitzender)
- Von 2007 bis heute Hans-Joachim Müller
- Von 1978 bis 2006 Max Schmedtje
- Von 1965 bis 1977 Altfred Götze
- Von 1959 bis 1964 Hermann Schuldt
- Von 1935 bis 1958 Johann Heesch

Gildeschreiber (Geschäftsführer)
- Von 2011 bis heute Björn Schmedtje
- Von 1968 bis 2010 Heinz-Otto Reese
- 1967 Günter Jacobsen
- Von 1935 bis 1966 Ernst Krohn